# Oonops puebla
Oonops puebla là một loài nhện trong họ Oonopidae.
Loài này thuộc chi Oonops. Oonops puebla được miêu tả năm 1942 bởi Gertsch & Davis.